# Ökonomisches Kapital
Ökonomisches Kapital (englisch Economic Capital) ist in der Soziologie eine von drei Kapitalsorten oder im Bankwesen eine Messgröße, welche die Abdeckung des gesamten Finanzrisikos aus dem Bankgeschäft eines Kreditinstituts anzeigt.

## Soziologie
Die von Pierre Bourdieu und Jean-Claude Passeron im Jahre 1970 entwickelte „Theorie der Reproduktion der Klassen“ betont die unbewusste und bewusste Weitergabe des individuellen und des Klassenhabitus' als Grundlage der sozialen Reproduktion. Er bezeichnet die unterschiedliche Verfügung über ökonomisches, soziales, kulturelles und symbolisches Kapital als Voraussetzung für die Übertragung der feinen Unterschiede zwischen den Menschen bezüglich Geschmack, Lebensstil und sozialem Status. Vermögen und Einkommen sind dabei ökonomisches, Beziehungen und Einfluss sind soziales und Bildung kulturelles Kapital. Die vier von Bourdieu verwandten Termini sind nicht immer streng voneinander abzugrenzen. So zählt zum Beispiel der Besitz eines Gemäldes von Picasso gleichzeitig zum „ökonomischen Kapital“ und zum „kulturellen Kapital“.
„Das ökonomische Kapital ist unmittelbar und direkt in Geld konvertierbar und eignet sich besonders zur Institutionalisierung in der Form des Eigentumsrechts …“. Die Überlegung, Bourdieu übernähme von Karl Marx den Kapitalbegriff als „ökonomisches“ Kapital und ergänze es um weitere Kapitalsorten, ist verfehlt. Zwar ist Arbeit auf gewisse Weise in Geld konvertierbar (Arbeitseinkommen), aber nicht „unmittelbar“ und „direkt“. Der Begriff des ökonomischen Kapitals muss daher entlang des Alltagsgebrauchs des Wortes „Kapital“ verstanden werden, was vor allem Geld und, für Bourdieu erweitert, Ware bedeutet. Somit verfügt jeder Mensch über ökonomisches Kapital. Der Umfang ist allerdings abhängig von seiner Zugehörigkeit zu einer sozialen Klasse. Im Kapitalismus ist, Bourdieu zufolge, das ökonomische Kapital besonders wichtig.

## Bankwesen
Allgemeines
Der Begriff des ökonomischen Kapitals beruht im Bankwesen darauf, dass eine Risikomessung nach betriebswirtschaftlichen Grundsätzen vorgenommen und deshalb mit dem Attribut „ökonomisch“ versehen wird. Ökonomisches Kapital ist Bestandteil der Eigenmittel, welche die Risikotragfähigkeit von Kreditinstituten abbilden. Das ökonomische Kapital bildet zusammen mit dem Kapitalpuffer die Risikodeckungsmasse, welche die drei bankbetrieblichen Hauptrisiken Kreditrisiko, Marktrisiko und operationelles Risiko abdecken soll. Die Risikoexposure hieraus muss durch ökonomisches Kapital gedeckt sein.
Definition
„Als ökonomisches Kapital bezeichnet man die Gesamtheit der Risikodeckungspotenziale, die mindestens vorgehalten werden muss, um selbst dann, wenn die vorab definierte Maximalbelastungssituation eintreten sollte, solvent zu bleiben“. „Ökonomisches Kapital ist der Betrag an Eigenkapital, den ein Unternehmen im Hinblick darauf benötigt, um sich gegen Insolvenz durch einen selbst gewählten Wahrscheinlichkeitsgrad wegen unerwarteter Verluste in einem bestimmten Zeitraum zu schützen“. Ökonomisches Kapital ist eine Messgröße zur Ermittlung der Höhe der erforderlichen Eigenmittel, die extreme unerwartete Verluste aus dem Kreditrisiko eines Kreditportfolios sowie aus Marktrisiko und operationellem Risiko aufzufangen imstande sein müssen. Mit „extrem“ wird ein Konfidenzniveau von mindestens 99,5 % beim ermittelten ökonomischen Kapital bezeichnet. Dies bedeutet, dass die innerhalb eines Jahres auftretenden unerwarteten Verluste mit einer Wahrscheinlichkeit von 99,5 % oder mehr durch Eigenkapital abgedeckt sind. Mit dem Risikopotenzial wird das ökonomische Kapital (Risikokapital) bestimmt, wobei der Maximalbelastungsfall unterstellt wird.
Beispiel
Ein Kreditinstitut gewährt einem Kreditnehmer einen Kredit über 1 Million Euro mit einer Laufzeit von einem Jahr gegen Kreditsicherheiten von 400.000 Euro. Dann beträgt die Ausfallkredithöhe ({\displaystyle EAD}) = 1 Million Euro, die Ausfallverlustquote ({\displaystyle LGD}) = 0,6. Wird die aus dem Kreditrating abzuleitende Ausfallwahrscheinlichkeit ({\displaystyle PD}) mit 0,1 % angenommen, so ergibt sich ein erwarteter Verlust ({\displaystyle EL}) von
{\displaystyle PD\cdot LGD\cdot EAD=600\ Euro}.
Die Bank wird die Kreditzinsen so gestalten, dass die darin enthaltene Risikoprämie den erwarteten Verlust abdeckt. Möchte die Bank ökonomisches Kapital für Kreditrisiken berechnen, so wird sie die über den erwarteten Verlust hinausgehenden möglichen Verluste mit ihrem Eigenkapital absichern.
Wirtschaftliche Aspekte
In der Bankbetriebslehre werden drei Arten des Eigenkapitals unterschieden, das bilanzielle Eigenkapital, das regulatorische Eigenkapital und das ökonomische Kapital. Bilanzielles Eigenkapital ist der Buchwert der Bilanzposition „Eigenkapital“ in der Bankbilanz, regulatorisches das nach § 10 KWG und § 10a KWG sowie Basel III zu ermittelnde Eigenkapital einschließlich Kapitalpuffer und ohne Geschäfts- oder Firmenwert.
Die meisten international tätigen Banken verwenden heute als Grundlage ihrer Kapitalsteuerung das ökonomische Kapital, das letztlich die maximale Risikofreude eines Kreditinstituts reflektiert.

## Abgrenzung
Ökonomisches Kapital ist nicht zu verwechseln mit Ökokapital, einer Metapher für Mineralien, Pflanzen und Tiere der Biosphäre, soweit man sie als Produktionsfaktor für die Herstellung von Sauerstoff, als Wasserfilter, Verhüter von Erosion, Träger von Genmaterial oder anderen natürlichen Leistungen betrachtet.